# سیلی گینه
سیلی گینه (به انگلیسی: Guinean syli) (به زبان بومی: syli guinéen) یکای پول رایج در کشور گینه است. مسئولیت کنترل این واحد پولی برعهدهٔ بانک مرکزی جمهوری گینه قرار دارد.